# Robert Etherington
Robert Dilworth Etherington (19 tháng 6 năm 1899 – 1981) là một cầu thủ bóng đá người Anh thi đấu ở Football League cho Manchester City và Rotherham United.